# A szabadság vándora
A szabadság vándora Demjén Ferenc második nagylemeze, amely 1989-ben jelent meg a Nívó Records kiadásában. Katalógusszáma: NLP 007. A felvételek az LGM stúdiójában készültek 1989-ben.

## Az album dalai

### A oldal
1. Szabadság vándorai (Menyhárt János-Demjén Ferenc)
2. Szerelemvonat (Menyhárt János-Demjén Ferenc)
3. Védem a szemem (Menyhárt János-Demjén Ferenc)
4. Ki lép a lelkeden át? (Menyhárt János-Demjén Ferenc)
5. Mindig ide tartozol (Demjén Ferenc)

### B oldal
1. Kihűlt üres kocsmák asztalán (Holló József-Demjén Ferenc)
2. Miért szólsz rám? (Holló József-Demjén Ferenc)
3. Kit az ég küld el hozzád (Holló József-Demjén Ferenc)
4. Vesztes vagy egyedül (Menyhárt János-Demjén Ferenc)
5. Álmok ajtaján (Demjén Ferenc)

## Közreműködők
- Demjén Ferenc (ének, vokál)
- Menyhárt János (gitár)
- Holló József (billentyűs hangszerek)